# Collegio elettorale di Tradate (Camera dei deputati)
Il collegio di Tradate fu un collegio elettorale uninominale della Repubblica Italiana per l'elezione della Camera dei deputati. Apparteneva alla circoscrizione Lombardia 2 e fu utilizzato per eleggere un deputato nella XII, XIII e XIV legislatura.
Venne istituito nel 1993 con la cosiddetta Legge Mattarella (Legge n. 277, Nuove norme per l'elezione della Camera dei deputati), attuata in seguito al referendum abrogativo del 1993. La legge istituì per la Camera dei deputati e per il Senato della Repubblica un sistema di elezione misto, in parte maggioritario e in parte proporzionale. Il 75% dei parlamentari dell'assemblea veniva eletto in collegi uninominali tramite sistema maggioritario a turno unico; il restante 25% alla Camera veniva eletto tramite sistema proporzionale con liste bloccate.
Il collegio venne abolito insieme a tutti gli altri che costituivano la Camera con la promulgazione della legge elettorale successiva, la cosiddetta Legge Calderoli. Questa prevedeva un sistema proporzionale con premio di maggioranza, che alla Camera veniva attribuito a livello nazionale.

## Territorio
Il collegio di Tradate era uno dei 74 collegi uninominali in cui era suddivisa la Lombardia e, come previsto dal D.Lgs. del 20 dicembre 1993 n. 536, era interamente compreso nella provincia di Varese e comprendeva i seguenti comuni: Albizzate, Cairate, Carnago, Caronno Varesino, Castelseprio, Castiglione Olona, Fagnano Olona, Gornate Olona, Lonate Ceppino, Malnate, Morazzone, Olgiate Olona, Solbiate Arno, Solbiate Olona, Tradate, Vedano Olona, Venegono Inferiore e Venegono Superiore.

## Eletti
| Elezione | Elezione | Deputato                | Partito                 |
| -------- | -------- | ----------------------- | ----------------------- |
|          | 1994     | Antonio Marano          | Polo delle Libertà (LN) |
|          | 1996     | Carlo Ambrogio Frigerio | Lega Nord               |
|          | 1997 (S) | Dario Galli             | Lega Nord               |
|          | 2001     | Dario Galli             | Casa delle Libertà (LN) |

## Dati elettorali

### XII legislatura

#### Risultati proporzionale
| Coalizioni        | Coalizioni           | Liste                           | Liste                              | Voti   | %     |
| ----------------- | -------------------- | ------------------------------- | ---------------------------------- | ------ | ----- |
|                   | Polo delle Libertà   |                                 | Lega Nord                          | 27.659 | 31,65 |
|                   | Polo delle Libertà   | Forza Italia                    | 21.870                             | 25,03  |       |
| Totale Coalizione | Totale Coalizione    | 49.529                          | 56,68                              |        |       |
|                   | Progressisti         |                                 | Partito Democratico della Sinistra | 9.014  | 10,32 |
|                   | Progressisti         | Rifondazione Comunista          | 3.732                              | 4,27   |       |
|                   | Progressisti         | Federazione dei Verdi           | 2.256                              | 2,58   |       |
|                   | Progressisti         | Partito Socialista Italiano     | 943                                | 1,08   |       |
|                   | Progressisti         | La Rete - Movimento Democratico | 935                                | 1,07   |       |
| Totale coalizione | Totale coalizione    | 16.880                          | 19,32                              |        |       |
|                   | Patto per l'Italia   |                                 | Partito Popolare Italiano          | 7.925  | 9,07  |
|                   | Patto per l'Italia   | Patto Segni                     | 3.930                              | 4,50   |       |
| Totale coalizione | Totale coalizione    | 11.855                          | 13,57                              |        |       |
|                   | Alleanza Nazionale   | Alleanza Nazionale              | Alleanza Nazionale                 | 4.191  | 4,80  |
|                   | Lista Pannella       | Lista Pannella                  | Lista Pannella                     | 2.758  | 3,16  |
|                   | Lega Alpina Lumbarda | Lega Alpina Lumbarda            | Lega Alpina Lumbarda               | 2.172  | 2,49  |
| Totale            | Totale               | Totale                          | Totale                             | 87.385 |       |

#### Risultati uninominale
|                               | Antonio Marano ✔️ Eletto | Polo delle Libertà (FI - LN - CCD - UDC) | 54 167 | 62,87 |  |  |  |  |  |
|                               | Ambrogio Beretta         | Progressisti                             | 16 248 | 18,86 |  |  |  |  |  |
|                               | Enrico Gaiazzi           | Patto per l'Italia                       | 10 238 | 11,88 |  |  |  |  |  |
|                               | Stefania Monti           | Alleanza Nazionale                       | 5 504  | 6,39  |  |  |  |  |  |
| Totale                        | Totale                   | Totale                                   | 86 157 | 100   |  |  |  |  |  |
|                               |                          |                                          |        |       |  |  |  |  |  |
| Fonte: Ministero dell'interno |                          |                                          |        |       |  |  |  |  |  |

### XIII legislatura

#### Risultati proporzionale
| Coalizioni        | Coalizioni                         | Liste                                     | Liste                              | Voti   | %     |
| ----------------- | ---------------------------------- | ----------------------------------------- | ---------------------------------- | ------ | ----- |
|                   | Lega Nord                          | Lega Nord                                 | Lega Nord                          | 30.760 | 36,13 |
|                   | Polo per le Libertà                |                                           | Forza Italia                       | 17.839 | 20,95 |
|                   | Polo per le Libertà                | Alleanza Nazionale                        | 6.432                              | 7,55   |       |
|                   | Polo per le Libertà                | CCD-CDU                                   | 3.361                              | 3,95   |       |
| Totale coalizione | Totale coalizione                  | 27.632                                    | 32,45                              |        |       |
|                   | L'Ulivo                            |                                           | Partito Democratico della Sinistra | 9.627  | 11,31 |
|                   | L'Ulivo                            | Popolari per Prodi (PPI-SVP-PRI-UD-Prodi) | 4.812                              | 5,65   |       |
|                   | L'Ulivo                            | Rinnovamento Italiano                     | 3.066                              | 3,60   |       |
|                   | L'Ulivo                            | Federazione dei Verdi                     | 2.162                              | 2,54   |       |
| Totale coalizione | Totale coalizione                  | 19.667                                    | 23,10                              |        |       |
|                   | Progressisti                       |                                           | Rifondazione Comunista             | 4.934  | 5,79  |
|                   | Lista Pannella - Sgarbi            | Lista Pannella - Sgarbi                   | Lista Pannella - Sgarbi            | 1.580  | 1,86  |
|                   | Movimento Sociale Fiamma Tricolore | Movimento Sociale Fiamma Tricolore        | Movimento Sociale Fiamma Tricolore | 573    | 0,67  |
| Totale            | Totale                             | Totale                                    | Totale                             | 85.146 |       |

#### Risultati uninominale
|                               | Carlo Ambrogio Frigerio ✔️ Eletto | Lega Nord           | 32 301 | 38,19 |  |  |  |  |  |
|                               | Giorgio Albertazzi                | Polo per le Libertà | 26 192 | 30,97 |  |  |  |  |  |
|                               | Giuseppe Adamoli                  | L'Ulivo             | 26 091 | 30,85 |  |  |  |  |  |
| Totale                        | Totale                            | Totale              | 84 584 | 100   |  |  |  |  |  |
|                               |                                   |                     |        |       |  |  |  |  |  |
| Fonte: Ministero dell'interno |                                   |                     |        |       |  |  |  |  |  |

### XIII legislatura: elezioni suppletive
|                      | Dario Galli         | Lega Nord                           | 27 020  | 46,25 |  |  |  |  |
|                      | Piero Giorgio Luini | L'Ulivo                             | 15 499  | 26,53 |  |  |  |  |
|                      | Paolo Valmori       | Polo per le Libertà                 | 12 969  | 22,20 |  |  |  |  |
|                      | Fabrizio Piacentini | Socialisti Italiani Uniti (SI - PS) | 1 506   | 2,58  |  |  |  |  |
|                      | Vincenzo Biotti     | Movimento Sociale Fiamma Tricolore  | 1 427   | 2,44  |  |  |  |  |
| Totale               | Totale              | Totale                              | 58 421  | 100   |  |  |  |  |
|                      |                     |                                     |         |       |  |  |  |  |
| Voti non validi      | Voti non validi     | Voti non validi                     | 3 861   | 6,20  |  |  |  |  |
| Votanti              | Votanti             | Votanti                             | 62 282  | 52,76 |  |  |  |  |
| Elettori             | Elettori            | Elettori                            | 118 042 |       |  |  |  |  |
| Data: 1º giugno 1997 |                     |                                     |         |       |  |  |  |  |

### XIV legislatura

#### Risultati proporzionale
| Coalizioni        | Coalizioni              | Liste                   | Liste                                 | Voti   | %     |
| ----------------- | ----------------------- | ----------------------- | ------------------------------------- | ------ | ----- |
|                   | Casa delle Libertà      |                         | Forza Italia                          | 26.619 | 31,73 |
|                   | Casa delle Libertà      | Lega Nord               | 16.139                                | 19,24  |       |
|                   | Casa delle Libertà      | Alleanza Nazionale      | 5.296                                 | 6,31   |       |
|                   | Casa delle Libertà      | CCD-CDU                 | 1.353                                 | 1,61   |       |
|                   | Casa delle Libertà      | Nuovo PSI               | 465                                   | 0,55   |       |
| Totale coalizione | Totale coalizione       | 49.872                  | 59,44                                 |        |       |
|                   | L'Ulivo                 |                         | La Margherita (Dem - PPI - RI- UDEUR) | 12.362 | 14,74 |
|                   | L'Ulivo                 | Democratici di Sinistra | 6.651                                 | 7,93   |       |
|                   | L'Ulivo                 | Il Girasole (FdV - SDI) | 1.458                                 | 1,74   |       |
|                   | L'Ulivo                 | Comunisti Italiani      | 1.378                                 | 1,64   |       |
| Totale coalizione | Totale coalizione       | 21.849                  | 26,05                                 |        |       |
|                   | Rifondazione Comunista  | Rifondazione Comunista  | Rifondazione Comunista                | 3.702  | 4,41  |
|                   | Lista Di Pietro         | Lista Di Pietro         | Lista Di Pietro                       | 3.297  | 3,93  |
|                   | Lista Pannella - Bonino | Lista Pannella - Bonino | Lista Pannella - Bonino               | 2.112  | 2,52  |
|                   | Democrazia Europea      | Democrazia Europea      | Democrazia Europea                    | 1.381  | 1,65  |
|                   | Partito Pensionati      | Partito Pensionati      | Partito Pensionati                    | 947    | 1,13  |
|                   | Fiamma Tricolore        | Fiamma Tricolore        | Fiamma Tricolore                      | 515    | 0,61  |
|                   | Libdem. Basta           | Libdem. Basta           | Libdem. Basta                         | 170    | 0,20  |
|                   | Abolizione scorporo     | Abolizione scorporo     | Abolizione scorporo                   | 37     | 0,04  |
| Totale            | Totale                  | Totale                  | Totale                                | 83.882 |       |

#### Risultati uninominale
|                               | Dario Galli ✔️ Eletto | Casa delle Libertà | 46 337 | 55,76 |  |  |  |  |  |
|                               | Fabrizio Taricco      | L'Ulivo            | 29 198 | 35,14 |  |  |  |  |  |
|                               | Danilo Cavallero      | Lista Di Pietro    | 4 402  | 5,30  |  |  |  |  |  |
|                               | Enrico Luraghi        | Democrazia Europea | 3 164  | 3,81  |  |  |  |  |  |
| Totale                        | Totale                | Totale             | 83 101 | 100   |  |  |  |  |  |
|                               |                       |                    |        |       |  |  |  |  |  |
| Fonte: Ministero dell'interno |                       |                    |        |       |  |  |  |  |  |